# Liechtensteiner Cup 2007/08
Der Liechtensteiner Cup 2007/08 war die 63. Auflage des Fussballpokalwettbewerbs der Herren und wurde zwischen dem 11. August 2007 und dem 1. Mai 2008 ausgespielt. Der FC Vaduz konnte seinen im Vorjahr gewonnenen Titel erfolgreich verteidigen und nahm damit am UEFA-Pokal 2008/09 teil.

## Teilnehmende Mannschaften
Folgende 16 Mannschaften nahmen am Liechtensteiner Cup teil:
| - FC Vaduz - FC Vaduz II - FC Vaduz III - FC Triesen - FC Triesen II - USV Eschen-Mauren - USV Eschen-Mauren II | - FC Balzers - FC Balzers II - FC Balzers III - FC Triesenberg - FC Triesenberg II - FC Ruggell - FC Ruggell II - FC Schaan - FC Schaan II |

## 1. Vorrunde
Die 1. Vorrunde fand zwischen dem 11. und 22. August 2007 statt.
| Datum  |                   | Ergebnis |                |
| ------ | ----------------- | -------- | -------------- |
| 11.08. | FC Ruggell II     | 0:1      | FC Balzers III |
| 11.08. | FC Triesenberg II | 0:6      | FC Schaan II   |
| 12.08. | FC Vaduz III      | 1:5      | FC Triesen     |
| 22.08. | FC Triesen II     | 0:2      | FC Vaduz II    |

## 2. Vorrunde
Die 2. Vorrunde fand am 18. und 19. September 2007 statt.
| Datum  |                | Ergebnis |                |
| ------ | -------------- | -------- | -------------- |
| 18.09. | FC Balzers II  | 2:1      | FC Triesenberg |
| 18.09. | FC Triesen     | 0:4      | FC Schaan      |
| 19.09. | FC Balzers III | 0:6      | FC Schaan II   |
| 29.09. | FC Vaduz II    | 00:10    | FC Balzers     |

## Viertelfinale
Die Viertelfinals fanden am 23., 30. und 31. Oktober 2007 sowie am 7. November 2007 statt.
| Datum  |                      | Ergebnis |                   |
| ------ | -------------------- | -------- | ----------------- |
| 23.10. | FC Schaan II         | 0:5      | FC Vaduz          |
| 30.10. | FC Ruggell           | 1:0      | FC Balzers II     |
| 31.10. | FC Schaan            | 1:4      | USV Eschen-Mauren |
| 07.11. | USV Eschen-Mauren II | 0:8      | FC Balzers        |

## Halbfinale
Die Halbfinalbegegnungen fanden am 1. und 2. April 2007 statt.
| Datum  |                   | Ergebnis |            |
| ------ | ----------------- | -------- | ---------- |
| 01.04. | FC Ruggell        | 0:9      | FC Vaduz   |
| 02.04. | USV Eschen-Mauren | 1:3      | FC Balzers |

## Finale
Das Finale fand am 1. Mai 2008 vor 1.200 Zuschauern im Rheinpark Stadion Vaduz statt.
| Datum  |          | Ergebnis |            |
| ------ | -------- | -------- | ---------- |
| 01.05. | FC Vaduz | 4:0      | FC Balzers |